# Klavírní koncerty (Chopin)
Koncerty pro klavír a orchestr Fryderyka Chopina, Op. 11 e moll a Op. 21 f moll, jsou považovány za vrchol jeho Varšavského období tvorby. Oba byly zkomponovány tou dobou moderním stylem concerto brillante. Koncerty byly napsány v letech 1820–1830 v opačném pořadí než byly vydány, klavírní koncert č. 2 f moll vznikl o půl roku dříve než č. 1 e moll. Chopinovi bylo v té době pouze 20 let. Po svém odjezdu z Varšavy Chopin rozpracoval i třetí klavírní koncert, jehož část byla v provedení pro sólový klavír vydána jako Allegro de concert, Op. 46. Třetí klavírní koncert však poté nebyl dokončen.

## Historie
Chopin se rozhodl napsat klavírní koncert po svém úspěchu ve Vídni v roce 1829.  První zmínka o koncertu f moll pochází z 3. října 1829, kdy ve svém dopise příteli Tytovi Chopin zmiňuje, že byl inspirován utajovanou láskou ke zpěvačce Konstancii Gładkowské k napsání střední věty, Larghetto. Jeho premiéra 17. března 1830 byla pro velký úspěch opakována na větším klavíru o 5 dní později. 
Chopin začal psát další koncert těsně po úspěchu toho prvního, s úvodním Allegro maestoso byl spokojen více než s první větou předchozího koncertu.  Po následující Romanci se skladatel zpomalil u komponování závěrečného Ronda, které bylo psáno s obtížemi. Chopin tou dobou prožíval váhavé období, kdy se mu nechtělo příliš pracovat. Premiéru měl koncert 11. října 1830. Ačkoliv Chopin napsal obě skladby pro spuštění své koncertní kariéry, velmi brzo se přeorientoval na intimnější salonní atmosféru a začal psát kratší skladby. Jeho koncerty jsou tak jedním z mála příkladů delších a komplexnějších skladeb v jeho díle. 
Koncerty byly vydány až po Chopinově příjezdu do Paříže, v letech 1833 (op. 11, věnován Friedrichu Kalkbrennerovi) a 1836 (op. 21, věnován komtese Delfině Potocké).

## Concerto brillante
Concerto brillante byl velmi rozšířený styl Chopinovy doby. Své koncerty tak psali přední klavíristé jako Friedrich Kalkbrenner, Johann Nepomuk Hummel, John Field či Ignaz Moscheles, aby tak ukázali své klavírní umění. Orchestr zde hraje spíše doprovodnou roli, tyto koncerty klavíristi psali, aby ukázali své umění. Styl charakterizuje technická náročnost, bravura a brilance, stejně jako kontrastní sentimentální melodie. Chopinovy koncerty jsou považovány za vrchol tohoto stylu, jsou romanticky poetické a svěží, spíše než aby se snažily být jen brilantní. 
| „                                         | Porovnejme ten koncert s ostatními skladbami. Preludia, Polonéza-Fantazie? Víte, je tu element něčeho, jako je velmi krásná, ale otrávená květina. Občas… Už tu je něco z toho. Neřekla bych, že v druhé nebo třetí větě. Ale v té první, tam něco občas je. Pro mě je tato první věta velmi emocionálně nabitá. | “ |
| — Martha Argerich o koncertu č. 1, e moll | |   |

První věta je psána sonátovou formou, následuje volná věta a koncert uzavírá rychlé rondo.